# The Woman in His House (film fra 1920)
The Woman in His House er en amerikansk stumfilm fra 1920 af John M. Stahl.

## Medvirkende
- Mildred Harris som Hilda
- Ramsey Wallace som Dr. Philip Emerson
- Thomas Holding som Peter Marvin
- George Fisher som Robert Livingston
- Gareth Hughes som Sigurd
- Richard Headrick som Philip Emerson Jr.
- Winter Hall som Andrew Martin
- Katherine Van Buren
- Robert Walker